# 1964 Luyten
1964 Luyten este un asteroid din centura principală, descoperit pe 24 septembrie 1960 de Cornelis van Houten și Ingrid van Houten-Groeneveld.